# 目黒学院中学校・高等学校
目黒学院中学校・高等学校（めぐろがくいんちゅうがっこう・こうとうがっこう）は、東京都目黒区中目黒一丁目に位置する私立中学校・高等学校。

## 概要
目黒学院理事長の関口隆司が校長を務める。校舎は中目黒駅から徒歩5分のところにある。土地が限られており、校庭が狭い為、体育の授業の際は徒歩2分ほどの所にある第二グラウンドや体育館、及び記念館を利用し、部活動の際はこれらの場所以外に外部の施設等を借りて練習を行っている。サッカー部は第二グラウンドで活動できるものの、野球部は神奈川県川崎市中野島に所在する中野島グランドまで行って活動している。中高一貫校舎にはイングリッシュカフェが備えられ、内部には来客用の洋風なテーブルとソファーが設置されている。中央には世界都市の時刻が分かるガラス張りの電子時計がある。
2011年度から中高共に共学に移行した。しかし、2011年度の高等学校の入学試験では募集人員のおよそ半数を占める「特進コース」でのみ男女を募集しており、その他の「総合コース」「体育コース」では男子のみを募集した。中学校・高等学校一貫コースの入学試験では、全ての試験回において男女を募集している。かつては東京都立目黒高等学校と区別する為、都立目黒高校を「鳥目」、私立目黒高校を「尻目」と呼んでいたが、本校が目黒学院に校名を変更して以降はその様には呼ばれなくなった。

## 沿革
- 1940年 - 東京機械工科学校として創立。
- 1948年 - 学制改革に伴い目黒高等学校と改称、普通科を併置。
- 1995年 - 学校法人目黒学院に改称、目黒学院中学校開校。
- 1998年 - 目黒学院高等学校に改称。
- 2011年 - 目黒学院中学校・目黒学院高等学校が共学になる。

## 交通
- 東急東横線・東京メトロ日比谷線中目黒駅より徒歩5分[1]
- JR山手線・埼京線・湘南新宿ライン恵比寿駅より徒歩12分

## 行事
中高一貫生と高入生は関わりが少なく、行事も異なる。

### 名称が共通する行事
同じ行事でも場所や日時がそれぞれ異なる場合がある。
- 梧林（ごりん）祭（学園祭）
- 球技大会
- 芸術鑑賞会

### 中高一貫コース
- 体育祭（全学年）
- 球技大会（1・2・3年）
- 新入生オリエンテーション（1年）
- サマーキャンプ（1・2年)
- USセミナー（3年）
- スキー教室（3・4・5年）
- アジアセミナー（4年）
- 全国高校生自然環境サミット（4、5年）

### 高入生コース
- 国際交流
ニュージーランドのシャリーボーイズ高校と姉妹校提携を結んでおり、例年5月にはシャリーボーイズ高校の生徒が目黒学院を訪問し、目黒学院の生徒の家にホームステイする。また、例年7月には目黒学院の生徒がシャリーボーイズ高校を訪問、ホームステイやファームステイをする。
- オーストラリア語学研修
- サマーキャンプ
- ウィンタースポーツ
- 陸上記録会

## 部活動
ラグビー部はかつて花園で「目黒-久我山」時代を築き、梅木恒明監督指導の下、選手権優勝5回の実績を残すなど全国の強豪であった。空手部も全国の強豪である。最近では硬式野球部も東京都大会上位に進出しており、大学野球でも｢目黒学院｣の名をよく見る。

### 運動系

#### 運動部
- 硬式野球部
- サッカー部
- バレーボール部
- バスケットボール部
- 水泳部
- ゴルフ部
- ラグビーフットボール部
- テニス部
- 空手道部
- 陸上競技部
- 弓道部
- 剣道部
- ダンス部

#### 運動系同好会
- バドミントン同好会
- 卓球同好会
- 釣り同好会
- ソフトボール同好会

### 文化系

#### 文化部
- 将棋・囲碁部
- 吹奏楽部
- 軽音楽部
- 電気部
- 生物部
- 放送部
- 歴史・考古学部
- 鉄道研究部

### 電気部
2012年より、放送部に統合された。名称は『放送メディア部』に変更された。

#### 文化系同好会&愛好会
- 美術同好会
- 釣り同好会
- ダンス愛好会
- テーブルゲーム愛好会
- 料理同好会

## 制服
中高一貫と高入生の制服は統一されている。
制服はブレザー（冬服・夏服はそれぞれ、中学生はYシャツ・半袖Yシャツ、高校生はYシャツ・半袖Yシャツ）であるが、ネクタイは紺色に統一。体操着・靴や生徒手帳もそれぞれ学年色である。

## 同窓会
毎年、会報「桐」を発行。総会は3年ごとに開催。

## 著名な出身者
- 中川悠介 (イベント会社・芸能プロダクション社長)
- 青木義朗（俳優）
- 逆鉾昭廣（元大相撲関脇・後に井筒親方）
- 大道健二（元大相撲幕内・現阿武松親方）
- 小林旭（歌手・俳優）
- 永倉大輔（俳優）
- 緑健児（空手家）
- 中達也（空手家）
- 松尾雄治（スポーツコメンテーター・元ラグビー選手及び日本代表選手）
- 水谷眞（元ラグビー選手及び日本代表選手・リコー）
- 石倉俊二（元ラグビー選手・クボタスピアーズ）
- 田中優介（ラグビー選手・近鉄ライナーズ）
- 中村康太郎（元ラグビー選手・クボタスピアーズ）
- 長島ナオト（ミュージシャン、元俳優）
- 真田拓也（元ラグビー選手・NTTコミュニケーションズ）
- 鴨志田大介（元ラグビー選手・日本国土開発）
- 山本逸平（ラグビー選手・三菱重工相模原ダイナボアーズ）
- 植村健太郎（元ラグビー選手・日野レッドドルフィンズ）
- 飯島秀雄（元陸上短距離・プロ野球選手）
- 小野まじめ（お笑い芸人・クールポコ。）
- 浅井健太郎（元フィギュアスケート選手・現在 映像クリエイター）
- 宇治田みのる（クラブDJ・音楽プロデューサー・ラジオパーソナリティ）
- 玉ノ国光国（元大相撲十両）
- 小木曽晃大（ラグビー選手・三菱重工相模原ダイナボアーズ）
- 束田涼太（ラグビー選手・宗像サニックスブルース）
- ソセフォ・ファカタヴァ（ラグビー選手・キヤノンイーグルス）
- アタアタ・モエアキオラ（ラグビー選手及び日本代表選手・神戸製鋼コベルコスティーラーズ）
- テビタ・タタフ（ラグビー選手及び日本代表選手・サントリーサンゴリアス）
- オルジェンカズミ（ラグビー選手・リコーブラックラムズ）
- アサエリ・サミソニ（ラグビー選手・日本大学）
- シオネ・ハラシリ（ラグビー選手・日本大学）
- 岩上龍（ラグビー選手）
- タニエラ・ヴェア（ラグビー選手）
- 山口泰雅（ラグビー選手）
- 安永玲央（サッカー選手）
- 松長根悠仁（サッカー選手）
- YDIZZY（ポップミュージシャン・日本のラッパー）
- KEPHA（ポップミュージシャン）